# Peugeot Typ 150
Der Peugeot Typ 150 ist ein frühes Automodell des französischen Automobilherstellers Peugeot, von dem 1914 im Werk Lille 49 Exemplare produziert wurden.
Die Fahrzeuge besaßen einen Vierzylinder-Viertaktmotor, der vorne angeordnet war und über Kardan die Hinterräder antrieb. Der Motor leistete aus 7.478 cm³ Hubraum 40 PS.
Es gab die Modelle 150 und 150 S. Bei einem Radstand von 341,7 cm betrug die Spurbreite 146 cm. Die Karosserieform Torpedo bot Platz für vier bis fünf Personen, der Sportwagen für zwei Personen.